# Inés de Velasco Martínez
Inés de Velasco Martínez (Madrid, 14 de marzo de 2002) es una deportista española que compite en tiro con arco en la modalidad de arco recurvo. Participó en los Juegos Olímpicos de Tokio 2020, ocupando el 21.º lugar en el equipo mixto y el 33.º en la prueba individual.